# Psautier de Jean de Berry
Le psautier de Jean de Berry est un psautier enluminé entre 1386 et 1400 pour le duc Jean de Berry. Il contient 32 miniatures attribuées à trois peintres. Il est actuellement conservé à la Bibliothèque nationale de France (Fr.13091). 

## Historique
Le manuscrit est entamé en 1386, le duc de Berry faisant appel à cette fin à André Beauneveu, qui devient par la suite responsable des travaux de peinture et sculpture de son château de Mehun-sur-Yèvre. Il est ensuite mentionné dans l'inventaire des livres du duc Jean de Berry en 1402 : « Item un psautier escript en latin et françois, tres richement enluminé, ou il a pluseurs ystoires de la main maistre André Beaunepveu, couvert d’un velluaul vermeil, a deux fremouers d’or esmaillez aus armes de monseigneur ». Le terme ystoires désigne ici les 24 premières miniatures du manuscrit représentant les apôtres et les prophètes. Un ex-libris au folio 1r atteste par ailleurs de l'appartenance de l'ouvrage au duc. L'ouvrage est encore mentionné dans l'inventaire de 1413 ainsi que l'inventaire après décès du duc en 1416 dans lequel il est évalué à 100 livres tournois. Il est légué à sa fille, Marie de Berry.
Au XVIIe ou XVIIIe siècle, un certain R. Pelee en est le propriétaire, comme le montre la signature placée sur le contreplat inférieur. Il entre ensuite dans les collections de la bibliothèque royale au cours du XVIIIe siècle.

## Description
Il s'agit d'un psautier à l'usage de Bourges, comme le montrent les saints spécifiques à cette ville évoqués dans les litanies. Il comporte 4 parties :
- une première partie (f.7v-30) comprenant 12 représentations de prophètes et les 12 apôtres en regard, accompagnées des textes du credo des prophètes et de  celui des apôtres. Les 24 miniatures en demi-grisaille sont attribuées à André Beauneveu.
- le psautier en latin et français (f.31-249r), sans hymne ni antienne. Chaque sous-partie commence par une miniature en pleine page, soit 8 miniatures. Deux sont attribuées à Jacquemart de Hesdin (f.106 et 127) et les 6 autres à l'artiste désigné sous le nom de convention de Pseudo-Jacquemart (f.31, 63, 85, 153, 177, 201)
- les cantiques bibliques (f.249v-269), sans miniature
- les litanies des saints en latin et autres prières en français et latin (f.269v-272), sans miniature.

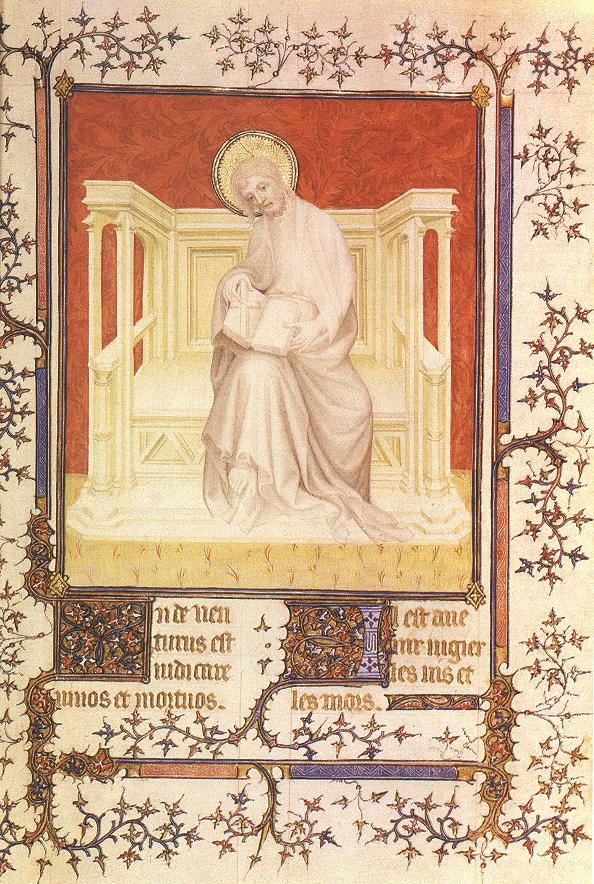
Miniature d'André Beauneveu : Saint Philippe, f.20
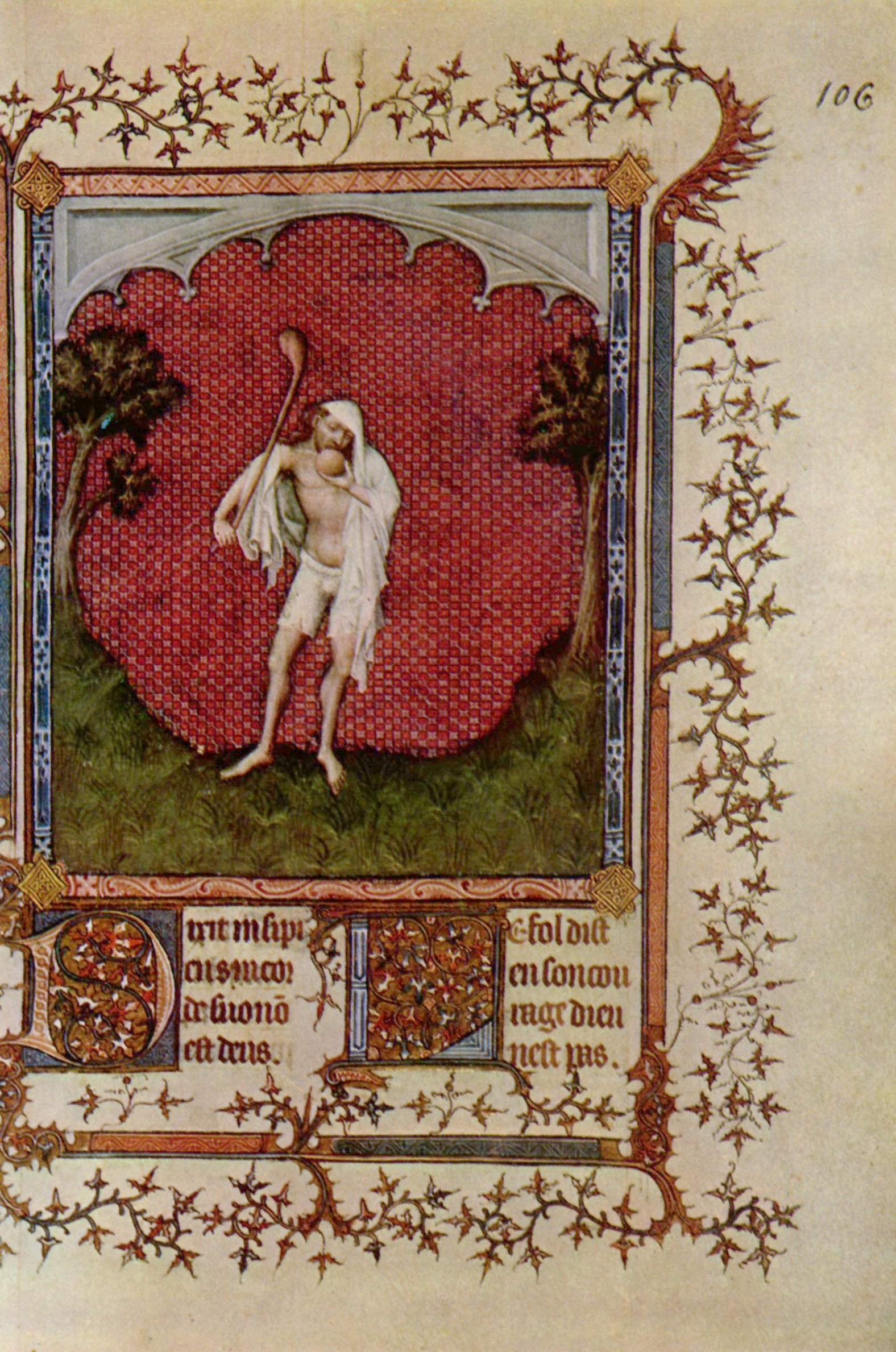
Miniature de Jacquemart de Hesdin : Fou avec une massue près d'un arbre, f.106
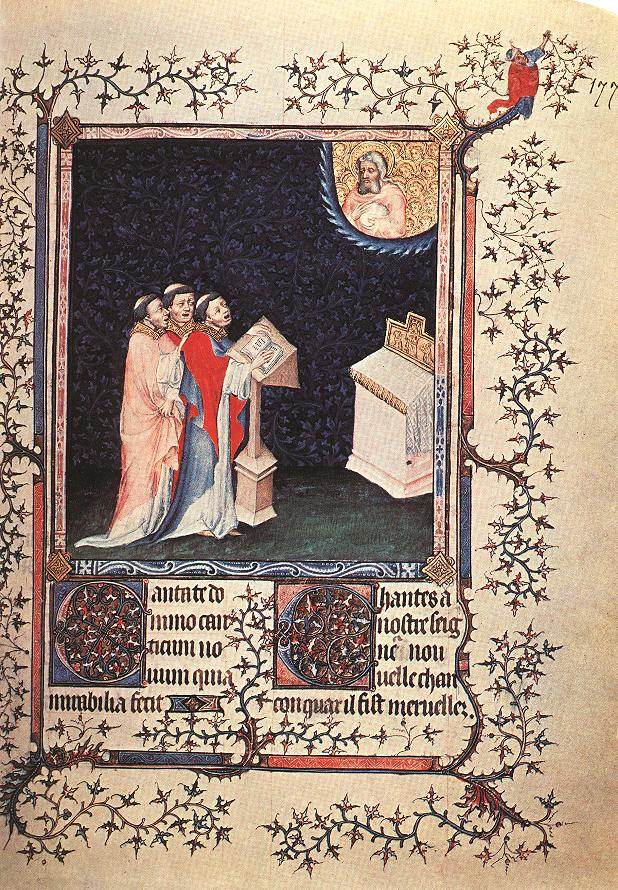
Miniature du Pseudo-Jacquemart : Trois chantres devant un lutrin, f.177

## Le style des miniatures
Les vingt-quatre grisailles du début sont l’œuvre d’André Beauneveu. Elles réunissent par paire un prophète et un apôtre. C’est une fois encore le thème de l’ « accordance » de l’Ancien et du Nouveau Testaments qui est déjà traité dans le Bréviaire de Belleville, mais interprété cette fois avec une grandeur et une simplicité monumentale toute différente. Le métier de sculpteur de Beauneveu s’exprime dans le modelé des amples draperies qui habillent les figures. Une autre caractéristique est la variation des motifs sculptés des chaires des personnages. La perspective est en revanche incertaine, surtout au début, avec les sols carrelés et les fonds de mosaïques qui les rejoignent trop bas dans la page. Ce n’est que vers la fin que l’artiste a su résoudre ce problème spatial en installant les cathèdres sur un terrain herbeux dont la ligne d’horizon remonte plus haut,.
L’illustration du psautier proprement dit est l’œuvre de Jacquemart de Hesdin et du Pseudo-Jacquemart. Le Fou avec une massue croquant un fruit (f. 106) et  David sauvé des eaux (f. 127) de Jacquemart de Hesdin constituent en quelque sorte l’antithèse de l’art de Beauneveu par le refus délibéré d'accentuer les effets du modelé. 